# Shepherd Avenue
Shepherd Avenue – stacja metra nowojorskiego, na linii A i C. Znajduje się w dzielnicy Brooklyn, w Nowym Jorku i zlokalizowana jest pomiędzy stacjami Van Siclen Avenue i Euclid Avenue. Została otwarta 28 listopada 1948.